# Carmen McRae’s Finest Hour
Carmen McRae’s Finest Hour — сборник американской певицы Кармен Макрей, выпущенный 12 сентября 2000 в серии «Finest Hour» на лейбле Verve Records. В альбоме представлены песни из каталога Макрей 1950-х годов, в период сотрудничества с Decca Records.

## Отзывы критиков
По мнению Зака Джонсона из AllMusic, это подробный альбом, демонстрирующий вокальный стиль Макрей под влиянием бибопа — от блюзовых баллад до флюид-боп-скэта и представляющий собой прекрасное знакомство с артисткой по доступной цене.

## Список композиций
1. «I Was Doing All Right» (Джордж Гершвин, Айра Гершвин) — 2:47
2. «How Long Has This Been Going On?» (Джордж Гершвин, Айра Гершвин) — 4:04
3. «Namely You» (Джин Де Пол, Джонни Мерсер) — 2:42
4. «Dream of Life» (Лютер Хендерсон, Кармен Макрей) — 3:59
5. «The Eagle and Me» (Гарольд Арлен, Йип Харбург) — 2:44
6. «Do You Know Why?» (Джонни Берк, Джимми Ван Хьюзен) — 2:51
7. «Whatever Lola Wants» (Ричард Адлер, Джерри Росс) — 2:58
8. «When Your Lover Has Gone» (Эйнар А. Свон) — 3:32
9. «Weak for the Man» (Жанна Бернс, Ноэл Кауард) — 4:06
10. «Mad About the Boy» (Ноэл Кауард) — 4:11
11. «Love Is a Simple Thing» (Джун Кэрролл, Артур Сигел) — 2:03
12. «I Wants to Stay Here» (Джордж Гершвин, Айра Гершвин, Дюбоз Хейуорд) — 3:47
13. «Baltimore Oriole» (Хоги Кармайкл, Пол Фрэнсис Уэбстер) — 3:51
14. «Invitation» (Бронислав Капер, Пол Фрэнсис Уэбстер) — 2:52
15. «Something to Live For» (Дюк Эллингтон, Билли Стрэйхорн) — 3:11
16. «Midnight Sun» (Сонни Берк, Лайонел Хэмптон, Джонни Мерсер) — 3:46
17. «Georgia Rose» — 3:17
18. «Love Is Here to Stay» (Джордж Гершвин, Айра Гершвин) — 2:20
19. «Perdido» (Эрвин Дрейк, Ханс Ленгсфельдер, Хуан Тизол) — 2:51